# Carlo Truzzi
Carlo Truzzi (Moglia, 28 giugno 1941) è un teologo italiano studioso di patristica. Le sue opere su Zeno di Verona, Gaudenzio di Brescia e Cromazio d'Aquileia sono presenti in numerose biblioteche a livello internazionale.

## Biografia

### Formazione e ministero sacerdotale
Entra nel seminario minore della Diocesi di Carpi e nel 1964 è ordinato presbitero dal vescovo Artemio Prati per la diocesi di Carpi. Ha perfezionato i suoi studi presso la Pontificia Facoltà teologica Milanese (ora Facoltà teologica dell'Italia settentrionale)  a Venegono Inferiore, conseguendo la laurea in teologia nel 1975 con tesi sui santi Gaudenzio, Zeno e Cromazio, pubblicata dieci anni più tardi ed il dottorato nel 1985.

### Insegnamento
Dal 1973 al 2011 ha insegnato teologia fondamentale e patristica presso lo Studio Teologico Interdiocesano di Reggio Emilia. Ha insegnato patristica presso lo Studio Provinciale dei Dehoniani a Bologna e presso lo Studio Teologico Accademico Bolognese dal 1990 al 1997.

### Incarichi pastorali
È stato parroco di Mirandola dal 1998 al 2016.
Durante il terremoto del 2012 ha rischiato di rimanere sotto le macerie del duomo di Santa Maria Maggiore. Negli anni seguenti, si è occupato delle attività necessarie a ripristinare sia le opere che le attività della comunità parrocchiale. Il sisma ha causato anche impatti sulla stesura di una delle sue opere, per la quale ha dovuto attendere alcuni anni che venisse recuperata dalle macerie, prima di poter procedere alla pubblicazione.
Dal 2016 è parroco di Cortile di Carpi.
Ha ricoperto per tre mandati l'incarico di consigliere nel direttivo della Conferenza Italiana degli Istituti Secolari. Per diciotto anni è stato consigliere dell'Istituto Secolare dei Sacerdoti Missionari della Regalità di Cristo.

## Attività di ricerca
Si è appassionato allo studio della patristica dopo aver letto un volume dell’800 con le opere di San Zeno di Verona, un vescovo vissuto nel IV secolo. Successivamente ha scritto vari testi sui padri della Chiesa, in particolare Zeno di Verona, Gaudenzio di Brescia e Cromazio d'Aquileia.
Grazie alla ricerca ed analisi di testi antichi, in particolare del IV secolo, ha contribuito ad arricchire le prove documentali, senza le quali "non è possibile scrivere storia" (Momigliano), su cui si sono basati vari approfondimenti successivi. Gli studi sugli scritti di San Zeno hanno contribuito alla verifica della datazione del periodo in cui il Santo era vissuto, verificando le ipotesi che erano state fatte nel 1904 e 1940, portando la probabilità agli anni 360-380. 
Secondo i suoi studi è possibile datare l'attività episcopale di Gaudenzio di Brescia tra il 390 ed il 410 e di Cromazio d'Aquileia tra il 390 ed il 408. La riscoperta e la trattazione degli scritti di Cromazio di Aquileia, rimasti per secoli quasi del tutto sconosciuti, ha rinvigorito il culto di tale santo.
L'analisi dei sermoni di Cromazio ha inoltre fornito elementi per l’analisi storica, architettonica e archeoastronomica delle architetture sacre ed in particolare per lo studio dell'usanza di allineare le chiese in base alla posizione del sole.. Ha analizzato in particolare la cristologia di Zeno e il suo insegnamento sulla verginità di Maria. Ha cercato di spiegare la strana serie dei discorsi brevi e molto simili del vescovo veronese. Ha scoperto quattro nuovi manoscritti del Tractatus XX di Gaudenzio di Brescia. In Pietro Crisologo ha evidenziato particolari apporti liturgici.
Ha dedicato attenzione alla teologia degli Istituti Secolari, una recente esperienza cattolica che unisce i voti di povertà, castità e obbedienza alla vita normale di laici e preti, che vivono in mezzo ai loro colleghi senza alcuna distinzione esteriore.
È membro dell’A.I.E.P. (Associazione Internazionale di Studi Patristici) e dell'Associazione Teologica Italiana.

## Opere
- Carlo Truzzi, La liturgia di Verona al tempo di san Zeno (ca. 360-380): riti, usanze, teologia, Studia Patavina, 1980.
- Carlo Truzzi, Zeno, Gaudenzio e Cromazio: testi e contenuti della predicazione cristiana per le chiese di Verona, Brescia e Aquileia (360-410 ca.), Paideia, 1985, ISBN 88-394-0357-4.
- Carlo Truzzi, L'ordinazione episcopale di Cromazio d'Aquileia nel suo contesto storico-culturale, in Chromatius Episcopus 388-1988, collana Antichità Altoadriatiche, vol. 34, Arti Grafiche Friulane, 1989,  pp. 27-44.
- Carlo Truzzi, I sermoni. San Gaudenzio, Città Nuova, ISBN 88-311-3129-X, OCLC 797736232.
- Carlo Truzzi, Etica dei rapporti con il divino: pagani e cristiani nella seconda metà del lV secolo, in Henry Chadwich (a cura di), L'etica cristiana nei secoli III e IV: eredità e confronti. XXlV Incontro di studiosi dell'antichità cristiana (Roma, 4-6 maggio 1995), Inst. Patristicum Augustinianum.
- Pietro Crisologo, Introduzione, cap. II (Notizie biografiche), cap. III (Le opere di Pietro Crisologo), in Gabriele Banterle, Ruggero Benericetti, Giacomo Biffi, Giuseppe Scimè e Carlo Truzzi (a cura di), Sermoni (1-62), Biblioteca Ambrosiana, Città nuova,  pp. 20-37, ISBN 978-88-311-9194-4, OCLC 39339228.
- Pietro Crisologo, Note, in Gabriele Banterle, Ruggero Benericetti, Giacomo Biffi, Giuseppe Scimè e Carlo Truzzi (a cura di), Sermoni (63-124), Biblioteca Ambrosiana, ISBN 978-88-311-9193-7, OCLC 36719216.
- Pietro Crisologo, Introduzione,traduzione e note alla Lettera a Eutiche, in Gabriele Banterle, Ruggero Benericetti, Giacomo Biffi, Giuseppe Scimè e Carlo Truzzi (a cura di), Sermoni (125-179), Biblioteca Ambrosiana,  pp. 335-343, ISBN 978-88-311-9192-0, OCLC 797792124.
- Carlo Truzzi, Linguaggio catechetico e proposta di vita cristiana nei sermoni "De Sanctis" di Pietro Crisologo, in Ermenegildo Manicardi (a cura di), Liturgia ed evangelizzazione nell'epoca dei padri e nella Chiesa del Vaticano II: studi in onore di Enzo Lodi, EDB, ISBN 978-88-10-40937-4, OCLC 51088222.
- Carlo Truzzi (a cura di), Discorso funebre in onore di san Cesario di Nazianzo, medico, AGE, 1998, OCLC 860602697.
- Carlo Truzzi, Zeno di Verona: la vita e gli scritti di un Santo Patrono, in Annuario storico zenoniano 2002, 2002, OCLC 886964876.
- Carlo Truzzi, Zeno di Verona e l'evangelizzazione dell'Italia settentrionale nel IV secolo, in Annuario storico zenoniano 2012. Numero speciale per il 1650º anniversario dell'elezione di S. Zeno a vescovo di Verona, 2012,  pp. 13-19.